# Lynn Townsend White, jr
Pour les articles homonymes, voir White.
Lynn Townsend White, jr (1907-1987) est un historien médiéviste américain, professeur d’histoire à l’université de Californie à Los Angeles, auteur de nombreuses études sur l'histoire des techniques, et surtout de la célèbre thèse sur « Les racines historiques de notre crise écologique ». C'est une conférence prononcée le 26 décembre 1966 à Washington, devant l’assemblée annuelle de l’American Association for the Advancement of Science, et originellement publiée dans la prestigieuse revue Science de l’AAAS, en mars 1967.

## Thèse soutenue dansLes racines historiques de notre crise écologique
Dans son livre sur Les racines historiques de notre crise écologique, Lynn White Jr fut le tout premier à soutenir que le changement de perspective introduit par le judéo-christianisme avait ouvert la porte au « désenchantement du monde », au matérialisme et à un nouveau dualisme matière-esprit aux effets écologiques délétères ; sa condamnation repose alors sur des passages des Écritures incriminants à ses yeux. Le plus cité demeure ce célèbre extrait du Livre de la Genèse où il est dit que l’Humain détient un statut particulier et privilégié par rapport au reste de la Création :

« Créons l’homme à notre image, à notre ressemblance, et qu’il domine sur les poissons de la mer, les oiseaux du ciel, les bestiaux, toutes les bêtes sauvages et toutes les bestioles qui rampent sur la terre. Dieu créa l’homme et la femme à
son image, les bénit et leur dit : « Soyez féconds, multipliez-vous, emplissez la terre et soumettez-la ; dominez sur les poissons de la terre, les oiseaux du ciel et tous les animaux qui rampent sur la terre » »

Cette prise de position de Lynn White Jr a fait référence pour toute une génération d'écologistes.

## Premières réactions
Aux États-Unis, l’impact des thèses de White est immédiat et durable. Dans les vingt ans qui suivent, plus de deux cent livres sont publiés en prenant sa thèse comme point central. Ses idées pénètrent la presse grand public (Time magazine, New York Times). Son accusation contre le christianisme, censé porter une grande responsabilité dans la crise environnementale, étant au centre des débats. Beaucoup d'écothéologiens rejettent la thèse de White, présentant le christianisme comme la solution plutôt que la cause du problème.  Ils développent l’idée que le mot dominion utilisé dans de nombreuses bibles anglaises,  notamment la prestigieuse bible du roi Jacques , doit s’interpréter comme un protectorat et non une domination, s’appuyant sur la mission donnée à Adam par Dieu de cultiver et entretenir le Jardin d’Éden. Nous sommes alors les stewards (gardiens, intendants) de la création au nom de Dieu et n’avons pas le droit d’en abuser.  Le faire est un péché. Paradoxalement, alors que de nombreux écothéologiens vocifèrent contre White, ils utilisent sa thèse pour affirmer que l’écologie (environmentalism), doit être avant tout un mouvement éthique et religieux.
L’influence fut profonde également dans les milieux sécularistes. Carl Pope, qui de 1993 à 2010 fut directeur exécutif du Sierra Club, l’une des plus anciennes associations militant pour l’environnement rapporte que «toutes les personnes de ma génération ont été profondément influencées par l’article de White et en tirent la même leçon : que nous continueront à avoir une crise environnementale aggravée si nous ne rejetons pas l’axiome chrétien affirmant que la nature n’a d’autre raison d’exister que pour servir l’humanité».
On trouve cette notion de stewardship notamment chez
- John B. Cobb (1988)[6]
- Al Gore (1992)[7]
- John Houghton (1996)[8]

Le pape François relève cette problématique dans son encyclique Laudato si’ (2015) :

« Nous ne sommes pas Dieu. La terre nous précède et nous a été donnée. Cela permet de répondre à une accusation lancée contre la pensée judéo-chrétienne : il a été dit que, à partir du récit de la Genèse qui invite à ‘‘dominer’’ la terre (cf.Gn 1, 28), on favoriserait l’exploitation sauvage de la nature en présentant une image de l’être humain comme dominateur et destructeur. Ce n’est pas une interprétation correcte de la Bible,comme la comprend l’Église. S’il est vrai que, 
parfois, nous les chrétiens avons mal interprété les Écritures, nous devons rejeter aujourd’hui avec force que, du fait d’avoir été créés à l’image de Dieu et de la mission de dominer la terre, découle pour nous une domination absolue sur les autres créatures. Il est important de lire les textes bibliques dans leur contexte, avec une herméneutique adéquate, et de se souvenir qu’ils nous invitent à ‘‘cultiver et garder’’ le jardin du monde (cf. Gn 2, 15). »

## Autres réactions de quelques chrétiens
En 2005, Jean Bastaire publie un article dans la revue Études dans lequel il montre que l'Église est restée fidèle au véritable esprit chrétien, jusqu'à ce que, à l'orée de l'époque moderne, se produise une déchristianisation du cosmos, prélude à la déchristianisation de l'homme. On a vu reparaître le vieux dualisme gnostique qui oppose le corps à l’âme, la chair à l’esprit. On a ravivé insidieusement l’antique manichéisme qui condamne la matière et, par conséquent, la création comme l’œuvre d’une puissance mauvaise.
En 2005, Jacques Arnould a répondu également dans une lettre ouverte à Lynn White et à ceux qui s'en réclament.
En 2006, Jean-Paul Maréchal répond par une analyse de l'Ancien Testament et du Nouveau Testament, et par quelques perspectives théologiques concernant le développement durable.
En 2018, Fabien Revol indique que le pape François, dans l'encyclique Laudato si' « sur la sauvegarde de la maison commune », a parfaitement intégré la critique de Lynn White Jr. Il propose une relecture des textes fondateurs pour corriger les représentations chrétiennes de la nature déformées par le paradigme technocratique moderne. Ce travail suppose une conversion du regard sur la nature, profondément inspirée par l'intuition franciscaine de communion et de fraternité avec l'ensemble du vivant. Fabien Revol explique que Lynn White critique en fait la façon dont le christianisme occidental a reçu une interprétation cartésienne du premier chapitre du livre de la Genèse, avec ce que cela implique en ce qui concerne la relation au monde naturel. 
En 2021, le philosophe Patrick Llored publie un essai intitulé Une éthique animale pour le XXIe siècle, qui s'appuie sur la thèse de Lynn T. White. En réaction à cette thèse, qu'il estime pertinente, il propose une éthique animale fondée sur la pensée de François d'Assise. 
En 1970, Francis Schaeffer, l'un des principaux penseurs chrétiens évangéliques américains à cette époque publie La Pollution et la Mort de l'homme, notamment en réponse à la position de Lynn White Jr.

## Prix et distinctions
Forbes est lauréat en 1964 de la médaille Léonard-de-Vinci décernée par la Society for the History of Technology (en).
En 1958, il bénéficie d'une bourse Guggenheim. Il reçoit en 1963 le prix Pfizer puis en 1969 le prix George-Mercer décerné par la Ecological Society of America. Depuis 1963 il est Fellow of the Medieval Academy of America.

## Publications
- Technology and inventions in the Middle Ages, Speculum, 1940, 15, p. 141-159.
- Christian myth and Christian history, Journal of the History of Ideas, 1942, 3, p. 145-158.
- Natural science and naturalistic art in the Middle Ages, American Historical Review, 52, 1947, p. 421-435.
- Medieval technology and social change, 1962, Oxford.
- The Historical Roots of Our Ecologic Crisis, chap. 5 in Machina ex Deo : Essays in the Dynamism of Western Culture, Cambridge, Mass., and London, England, The MIT Press, 1968, p. 75-94; article original : © Science, 10 mars 1967, vol. 155, no. 3767, p. 1203-1207 ; published by the American Association for the Advancement of Science.
- Les Racines historiques de notre crise écologique. Traduction, notes et dossier bibliographiques par Jacques Grinevald. Genève, I.U.E.D., 1984. Réédition revue dans Crise écologique, crise des valeurs? Défis pour l'anthropologie et la spiritualité, Labor et Fides, 2010, p.